# Eugenia Campbell Nowlin
Eugenia Campbell Nowlin de soltera Eugenia Campbell (San Luis Potosí, 6 de junio de 1908-Alexandria, 15 de agosto de 2003) fue una administradora de artes, funcionaria, profesora y artista estadounidense. Fue presidenta del programa de artes y oficios del ejército de los Estados Unidos durante casi tres décadas. También fue miembro honorario del American Craft Council a partir de 1978.

## Biografía
Nació el 6 de junio de 1908 en San Luis Potosí, México; su padre era un ministro metodista y su madre era maestra. Se crio en Choctaw, Oklahoma, y Texas.
Asistió a la Universidad Metodista del Sur donde obtuvo una licenciatura en bellas artes en 1929 y a la Universidad de Mujeres de Texas donde realizó una maestría en bellas artes en 1939. Fue pintora de bodegones y abstractos. Durante la Segunda Guerra Mundial, trabajó con la Cruz Roja Estadounidense en Europa. Se desempeñó como funcionaria de las Girl Scouts of the USA en Minnesota.
Era un empleado civil del departamento del ejército de los Estados Unidos, que ayudó a establecer programas globales de arte y recreación en las ramas militares de 1950 a 1978. También enseñó arte en la Universidad George Washington y en el campus satélite de la Universidad de Nueva York en Washington D. C.